# Combined Charging System

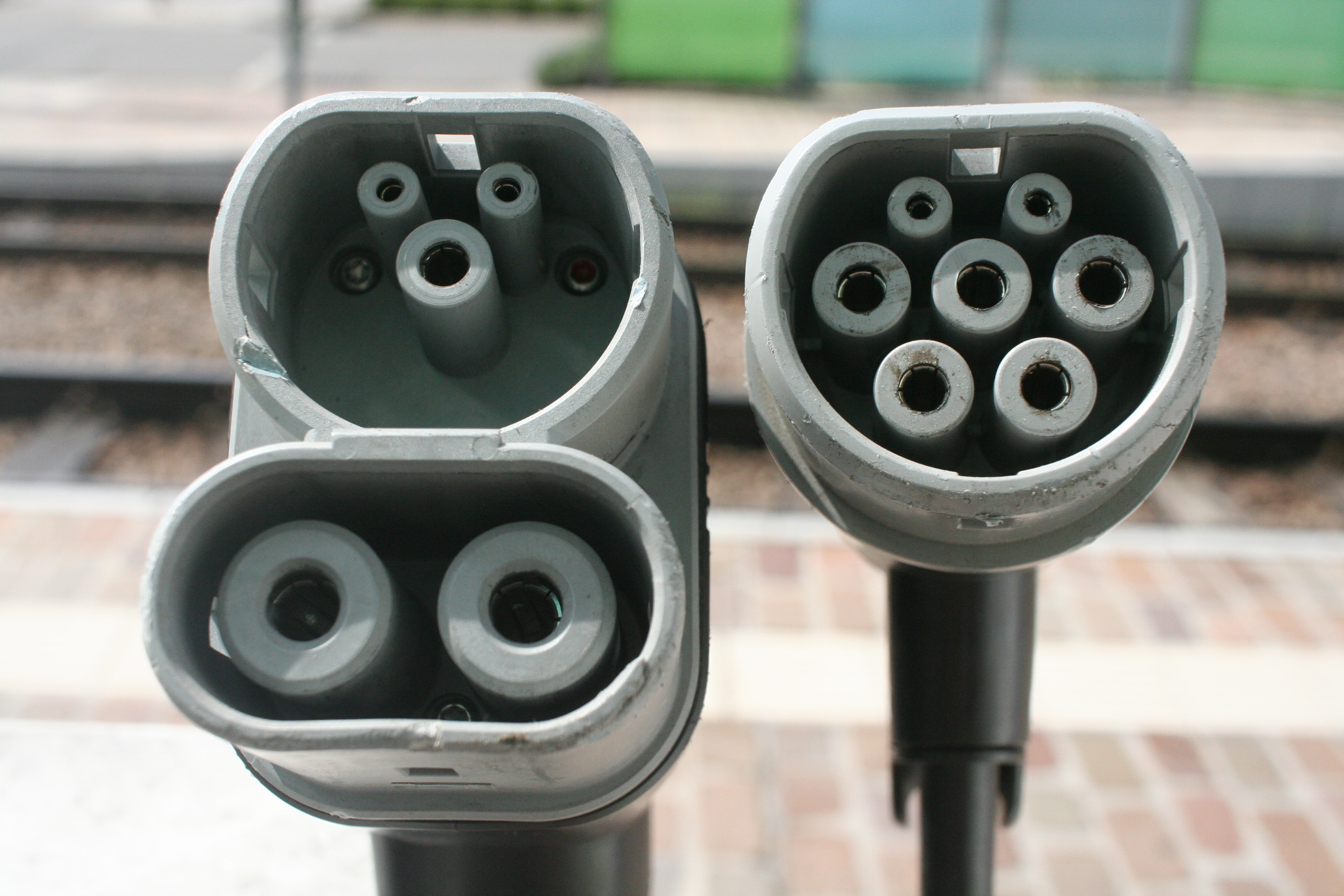
Par rapport au connecteur CEI Type 2 (à droite), le connecteur CCS Combo 2 (à gauche) se caractérise par les deux grosses broches supplémentaires pour courant continu (CC) et les 4 broches pour courant alternatif (CA) supprimées.

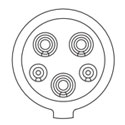
Prise Type 1 (J-plug)

Le Combined Charging System (CCS, en français « Système de recharge combiné ») est une technologie de recharge de véhicules électriques à batterie, standardisée sous le numéro CEI 62196-3. CCS peut fournir une puissance électrique de 350 kW et utilise deux types de connecteurs, dits Combo CCS 1 et Combo CCS 2, qui combinent des connecteurs Type 1 et Type 2 avec deux broches supplémentaires pour la charge rapide en courant continu.
Selon les régions, le CCS permet la charge en courant alternatif (CA) au moyen des connecteurs soit de Type 1 soit de type 2. Depuis 2014, la connectique Type 2 ou Combo CCS 2 est le standard européen pour les stations de recharge de véhicules électriques. La technologie CCS comprend les caractéristiques de la connectique de charge, le protocole de communication, les stations de recharge, le véhicule électrique et diverses fonctions du processus de recharge, comme par exemple la phase d'équilibrage des cellules et la phase d'autorisation de la recharge.
Le CCS concurrence les normes CHAdeMO (japonais), Tesla Superchargeur (américain) et ChaoJi (en)(japonais/chinois) standard de charge rapide.

## Histoire
Le regain d'intérêt pour les voitures électriques s'est accompagné du déploiement de stations de recharge. Au début, la recharge se faisait à faible puissance en courant alternatif à partir de l'abondante électricité domestique en utilisant différentes prises électriques selon les pays. La norme CEI 62196 pour la recharge à plus forte puissance a donné naissance à divers connecteurs : le Type 1 utilisé principalement en Amérique du Nord et au Japon, et le Type 2 (et ses différentes variantes) ailleurs dans le monde. Pour la recharge en courant continu, la SAE et l'Association des constructeurs européens d’automobiles (ACEA) se sont mis d'accord pour améliorer les connecteurs de recharge existants en leur ajoutant des fils alimentés en courant continu (CC) de manière à proposer une seule "enveloppe globale" sur toutes les stations de recharge CC.

Côté câble, le connecteur Combo 2 (qui n'utilise que les contacts de signalisations du connecteur Type 2) et côté véhicule la prise Combo 2 (qui autorise aussi la recharge CA grâce à sa partie Type 2)

CCS est le résultat de la coopération de 7 constructeurs automobiles (5 allemands : Audi, BMW, Daimler, Porsche et Volkswagen et 2 américains : Ford et General Motors). Il a été présenté pour la première fois le 12 octobre 2011 à Baden-Baden, au 15e congrès VDI organisé par l'Association des ingénieurs allemands. CCS définit un modèle de prise unique côté voiture qui associe un connecteur Type 1 ou Type 2 à un connecteur supplémentaire à 2 broches CC qui permet une intensité allant jusqu'à 200 ampères. Les constructeurs se sont engagés à introduire le CCS mi-2012,. Des prototypes de démonstration, autorisant jusqu'à 100 kW de puissance, ont été présentés à l'EVS26 à Los Angeles en mai 2012. Les premières spécifications de la norme CEI 62196-3 prévoyaient un courant allant jusqu'à 125 A et 850 V.
Les 7 constructeurs ont aussi choisi d'utiliser HomePlug GreenPHY comme protocole de communication. Phoenix Contact a développé le premier prototype de la prise CCS, conçu pour supporter jusqu'à 10000 cycles de raccordement. CCS a été proposé comme norme CEI en janvier 2011. En septembre 2009, lors du symposium de la California Air Resources Board sur la technologie des véhicules zéro émission, BMW, Daimler et VW ont présenté un projet de standardisation de la communication Véhicule-réseau grâce au protocole CPL. La proposition entrait en concurrence avec les propositions du Japon (en particulier de CHAdeMO) et de la Chine (qui proposait un connecteur CC séparé). Cependant la Chine a quand même participé aux premiers stades du développement des broches CC supplémentaires.
La première station de charge rapide publique équipée en CCS, délivrant une puissance de 50 kW CC, a été ouverte par Volkswagen à Wolfsburg en juin 2013. Elle avait pour objectif de tester son nouveau modèle de véhicule électrique, le E-Up qui était équipé d'une prise CCS. Deux semaines plus tard, c'était au tour de BMW d'ouvrir sa première borne de recharge rapide CCS pour pouvoir tester son futur modèle i3. Depuis au moins juin 2013, au deuxième EV World Summit, l'association CHAdeMO, Volkswagen et Nissan ont laissé l'idée que toutes les bornes de recharge rapide soient multistandards, car le surcoût d'équiper une station du double standard CCS-CHAdeMO n'est que de 5%.
En Allemagne, l'association Charging Interface Initiative (CharIN) a été fondée par des constructeurs et des équipementiers automobiles (Audi, BMW, Daimler, Mennekes, Opel, Phoenix Contact, Porsche, TÜV SÜD et Volkswagen) pour promouvoir l'adoption du CCS. Ayant constaté que la plupart des véhicules électriques ne peuvent pas se recharger à plus de 50 kW, ils ont préconisé l'installation en priorité en 2015 de stations de 50 kW. L'étape suivante était la normalisation des stations de 150 kW, dont ils ont fait la démonstration en octobre 2015, et ensuite l'étude d'un futur système capable de 350 kW. Volvo a rejoint CharIN en 2016, Tesla en mars 2016, Lucid Motors (anciennement Atieva) en juin 2016, Faraday Future en juin 2016, Toyota en mars 2017.
En 2016, dans le cadre du règlement de l'affaire du Dieselgate, VW s'est engagé à investir 2 milliards de dollars sur 10 ans dans des initiatives visant à promouvoir l'utilisation de véhicules zéro émission aux États-Unis, dont le déploiement d'infrastructures de recharge, en particulier le CCS, par l'intermédiaire de sa filiale Electrify America. L'infrastructure de recharge doit comprendre des bornes dans les lieux publics de 150 kW max et des bornes sur les autoroutes de 350 kW max.
En novembre 2016, Ford, Mercedes, Audi, Porsche et BMW ont annoncé le lancement en Europe de Ionity, un réseau de 400 stations de recharge rapide d'une puissance allant jusqu'à 350 kW (500 A et 920 V).
Après Ford, General Motors annonce en juin 2023 l'adoption du port de charge NACS (North America Charging Standard) de Tesla pour ses prochains modèles électriques. Les deux constructeurs offriront dès 2024 à leurs clients l'accès au réseau de Supercharger moyennant un adaptateur, et dès 2025, les nouveaux modèles arriveront équipés en standard d’un connecteur NACS. Il leur faudra alors un adaptateur pour se connecter aux stations de charge équipées en CCS. Ford et GM reconnaissent que le chargeur Tesla est à la fois plus pratique pour les clients, mais aussi plus économique et moins impactant en termes d’implantation dans les véhicules que le CCS.

## Spécifications
Le CCS est destiné à évoluer avec l'évolution des besoins des clients. La version 1.0 couvrait les fonctionnalités actuellement courantes de recharge en courants alternatif (CA) et continu (CC), et la version 2.0 visait les besoins à moyen terme. Les spécifications et les normes correspondantes de CCS 1.0 et CCS 2.0 sont décrites pour la charge CC dans le Tableau 1 et pour la charge CA dans le Tableau 2.
Les constructeurs automobiles utilisant le CCS se sont engagés à migrer vers CCS 2.0 en 2018[citation nécessaire]. Il est donc recommandé aux fabricants de bornes de recharge de les faire évoluer vers CCS 2.0 à partir de 2018.
La version 3.0 du CCS, en cours de définition[Quand ?], va garantir la compatibilité ascendante avec les versions précédentes. Les fonctionnalités supplémentaires potentielles incluent :
- le transfert de puissance inverse
- la recharge inductive
- la communication sans fil pendant la recharge
- la recharge d'autobus grâce à des pantographes.

### Protocole de communication
Contrairement à la connectique qui dépend du pays (Type 1 ou Type 2), le protocole de communication lors de la recharge est le même partout dans le monde. En général, deux types de communications peuvent être différenciés.
- La signalisation de base (SB) est faite à l'aide d'un signal en MLI (en anglais PWM) appliqué sur le contact pilote de commande (CP) selon la norme CEI 61851-1. Cette communication est utilisée pour des fonctions liées à la sécurité, indiquant par exemple si le connecteur est branché, avant que les contacts ne soient mis sous tension (ou alimentés), et si la station de charge et le véhicule électrique sont prêts pour la recharge. La recharge CA est possible uniquement en utilisant le signal MLI. Dans ce cas, la station de recharge utilise le cycle de service du MLI pour informer le chargeur embarqué du courant maximum disponible.
- La communication de haut niveau (High-level communication, HLC) se fait en modulant un signal haute fréquence sur le contact CP (également appelé Power Line Communication ou PLC) pour transférer des informations plus complexes, qui peuvent être utilisées par exemple pour la recharge en courant continu ou pour d'autres services tels que le « plug and charge » ou la répartition de charge. La communication de haut niveau est basée sur la norme DIN SPEC 70121 et la série ISO/CEI 15118.

### Répartition de charge
CCS met en œuvre deux méthodes d'équilibrage de charge.
- L'équilibrage de charge réactif permet de moduler instantanément jusqu'à une limite spécifique le flux d'énergie de la borne de recharge vers le véhicule.
- L'équilibrage de charge programmé ajoute à l'équilibrage de charge réactif une planification du flux d'énergie de la borne vers le véhicule modulé au fil du temps par des limites de puissance et de coût. Il peut par exemple être utilisé pour optimiser la distribution d'énergie dans un smart grid.

### Facturation de la recharge
Pour la facturation de la recharge, deux méthodes sont généralement utilisées.
- Avec la méthode « plug and charge », l'utilisateur branche son véhicule et un processus automatisé d'authentification et d'autorisation est lancé sans aucune autre interaction de l'utilisateur. Le paiement s'effectue automatiquement. Les Superchargeurs de Tesla et le réseau Fastned via enregistrement préalable fonctionnent sur ce principe.
- Avec le « paiement externe », l'utilisateur doit soit s'identifier à la borne avec une carte RFID, soit effectuer son paiement au moyen d'une carte bancaire, ou encore par l'intermédiaire d'une application mobile.

### Connectique
La connectique de recharge est composée côté véhicule d'une prise de recharge, sur laquelle se branche un connecteur de recharge, qui est monté à l'extrémité d'un câble flexible. Selon le standard CEI 62196-2, la connectique CCS s'utilise le connecteur de Type 1 (norme nord-américaine) ou le connecteur de Type 2 (norme européenne). L'un des défis du CCS était de développer une connectique compatible avec les connectiques CA existantes (Type 1 ou Type 2) tout en ajoutant la possibilité de recharge rapide en CC. Cela a été accompli en ajoutant deux contacts CC supplémentaires sous les contacts existants (pour le CA et la communication). Les nouvelles configurations qui en résultent sont communément appelées Combo 1 et Combo 2.
Pour le connecteur CC véhicule, l'implémentation varie légèrement entre le Combo 1 et le Combo 2. Dans le cas du Combo 1, le connecteur est prolongé de deux contacts DC, tandis que la partie Type 1 du connecteur reste la même sauf que les contacts AC (L1 & N) sont inutilisés. Pour le Combo 2, les contacts CA (L1, L2, L3 et N) sont complètement retirés du connecteur et, par conséquent, la partie Type 2 du connecteur n'a plus que trois contacts - deux contacts de communication et la mise à la terre. L'entrée du véhicule peut conserver des contacts CA pour permettre une charge purement CA en Type 2.
Dans les deux cas, les fonctions de communication et de protection par la mise à la terre sont couvertes par la partie Type 1 ou Type 2 du connecteur (selon le cas). Les connecteurs de Type 1 et de Type 2 sont décrits dans la norme CEI 62196-2, tandis que les connecteurs Combo 1 et Combo 2 sont décrits dans la norme CEI 62196-3 en tant que configurations EE et FF.
| Connecteur | Type 1                | Combo 1       |
| ---------- | --------------------- | ------------- |
| Type 1     | Recharge CA monophasé | Incompatibles |
| Combo 1    | Recharge CA monophasé | Recharge CC   |

| Connecteur | Type 2                            | Combo 2       |
| ---------- | --------------------------------- | ------------- |
| Type 2     | Recharge CA monophasé ou triphasé | Incompatibles |
| Combo 2    | Recharge CA monophasé ou triphasé | Recharge CC   |

### Recharge à haute puissance
Les connecteurs CCS tels qu'ils sont définis par la norme CEI 62196-3:2014 Ed.1 sont limités à des courants continus ne dépassant pas 200 A, ce qui n'est pas suffisant pour couvrir les besoins des futures infrastructures de recharge. Par conséquent, la nouvelle version de la norme a été prévue pour supporter des courants allant jusqu'à 500 A. Cependant, ces courants élevés nécessitent d'utiliser soit des câbles de grande section, lourds et rigides, soit  des câbles plus fins équipés d'un système de refroidissement. En effet, la résistance de contact conduit à une plus grande dissipation thermique. Pour faire face à ces problèmes techniques, la norme CEI TS 62196-3-1 décrit les exigences relatives aux coupleurs CC haute puissance, y compris la détection thermique, le refroidissement et le placage d'argent des contacts.

## Diffusion mondiale
La technologie CCS est principalement pilotée par les constructeurs automobiles européens et nord-américains. Les standards Type 1 et Combo 1 sont la norme principalement en Amérique du Nord, en Amérique centrale, en Corée et à Taïwan, tandis que les standards Type 2 et Combo 2 sont la norme en Amérique du Sud, en Europe, en Afrique du Sud, en Arabie, en Inde, en Océanie, en Australie, et aussi en Amérique du Nord. Il existe dans le monde 2 principales normes concurrentes : GB/T en Chine et CHAdeMO au Japon. Dans les autres pays du monde, aucun standard n'est encore défini. Pour sa part, l'association CharIN recommande le choix des Type 2 et Combo 2. En Union européenne, à des fins d'interopérabilité, la directive 2014/94/EU impose que toutes les stations de recharge rapides installées à partir du 18 novembre 2017 proposent au minimum des connecteurs Combo 2. Cependant, il n'est pas interdit de proposer aussi d'autres types de connecteurs, par exemple CHAdeMO ou Tesla Superchargeurs.

## Voir également
- CHAdeMO / ChaoJi
- MCS (poids lourd)
- Megacharger Tesla
- V2G (véhicule-réseau)